# Ptychodera asymmetrica
Ptychodera asymmetrica is een diersoort in de taxonomische indeling van de Hemichordata. Het dier behoort tot het geslacht Ptychodera en behoort tot de familie Ptychoderidae. De wetenschappelijke naam van de soort werd voor het eerst geldig gepubliceerd in 1903 door Punnett.